# Cuthona iris
Cuthona iris is een slakkensoort uit de familie van de Cuthonidae. De wetenschappelijke naam van de soort is voor het eerst geldig gepubliceerd in 1983 door Edmunds & Just.